# Murray Sueter

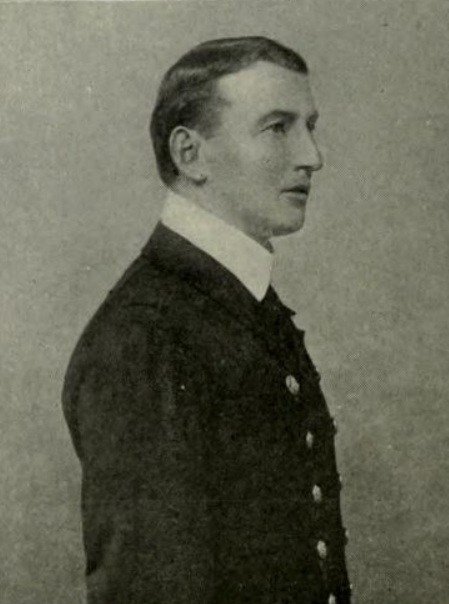
Captain Murray Sueter im Jahr 1915

Sir Murray Fraser Sueter (* 6. September 1872 in Alverstoke, Gosport; † 3. Februar 1960 in Watlington, Oxfordshire) war ein Konteradmiral der Royal Navy und gilt als Begründer der britischen Marineflieger (Royal Naval Air Service).

## Militärlaufbahn

### Seedienst
Sueter absolvierte 1886 seine Ausbildung als Seekadett der Royal Navy auf dem Segelschulschiff HMS Britannia und diente danach als Midshipman auf der HMS Swiftsure. Nach seiner Beförderung zum Lieutenant im Jahr 1894 wurde er 1896 zur Ausbildung als Torpedospezialist an die Marineschule HMS Vernon  in Portsmouth versetzt und trat danach in deren Stab über. 1899 wurde er Torpedooffizier an Bord der HMS Jupiter. Ab Mai 1902 trat Sueter den Dienst an Bord des U-Boot-Tenders HMS Hazard an, wo er sich am 18. März 1904 bei den Rettungsarbeiten nach der Kollision des U-Boots A1 in Portsmouth mit einem Passagierdampfer auszeichnete und zum Commander befördert wurde.

### Aufbau des Royal Naval Air Service
Aufgrund seiner technischen Begabung wurde Murray Sueter 1909 zum Captain befördert und kam in das für Artilleriesystemen zuständige Naval Ordnance Department der Admiralität, wo er das Bauprojekt des Luftschiffs  HMA No. 1 Mayfly beaufsichtigte, das 1912 erfolglos aufgegeben wurde. Bei einer Deutschlandreise nahm er an der Fahrt mit einem Zeppelin teil und erkannte dabei den Vorsprung der deutschen gegenüber der britischen Militärluftschifffahrt. Nach seiner Rückkehr warnte er:

“In any future war with Germany … it is difficult to exaggerate the value of this advantage to Germany.”

„In einem künftigen Krieg mit Deutschland ist es schwer, den Wert dieses Vorteils zugunsten Deutschlands zu überschätzen.“

1912 wurde Sueter von der Admiralität mit der Leitung des Air Department beauftragt und mit dem Aufbau des Roal Naval Air Service (RNAS) betraut. Unter dem "Britain′s Sure Shield" betrieb Murray dessen Aufrüstung mit Torpedo-Wasserflugzeugen und see- wie landgestützten Langstreckenbombern zum Einsatz gegen die deutsche Hochseeflotte und deren Kriegshäfen und initiierte den Aufbau eines strategischen Bombergeschwaders.
Murray förderte ab Kriegsbeginn auch den Einsatz von Panzerwagen für die Verteidigung auf den Flugplätzen an der Westfront sowie die Entwicklung der britischen Tankwaffe. 1915 zum Commodore ernannt und übernahm Sueter als Superintendent die Leitung über die Flugzeugentwicklung, wobei er insbesondere die Entwicklung von Flugzeugträgern, Großflugzeugen und Torpedobombern vorantrieb.
Nach internen Meinungsverschiedenheiten wurde Sueter 1917 zum Aufbau einer RNAS-Flugstation in Otranto nach Italien entsandt, für die im Frühjahr 1917 drei Short Type 184 Wasserflugzeuge, vier Sopwith Baby Einsitzer sowie sechs Sopwith 1½ Strutter Zweisitzer erhielt, im Sommer 1917 verstärkt um vier von der Società Idrovolanti Alta Italia (SIAI) gebaute FBA H-Flugboote und neun Short Type 320-Torpedobomber, und mit denen er eine Bombenoffensive gegen den Flottenstützpunkt der k.u.k. Seestreitkräfte in Cattaro plante, die jedoch nicht zustande kam.
Da Sueter sich im Bewusstsein seiner Verdienste auf seinem Posten in Italien zurückgesetzt fühlte, wandte er sich deshalb mit einem Beschwerdeschreiben an König George. Daraufhin wurde er 1918 seines Kommandos enthoben und 1920 im Rang eines Rear-Admiral in den Ruhestand versetzt.

## Politik
Nach dem Krieg betätigte sich Sueter in der Politik und gewann 1921 als Unabhängiger bei der Nachwahl des zurückgetretenen Abgeordneten und Luftfahrt-Lobbyisten Noel Pemberton Billing im Wahlkreis Hertford ein Mandat im britischen Unterhaus, das er nach Beitritt zur Conservative Party bis 1945 behauptete. Sein Interesse galt u. a. dem Aufbau eines britischen Luftpostdienstes. In den 1930er Jahren war er auch aktives Mitglied der Anglo-German Fellowship und nahm als Mitglied einer Delegation 1936 zum Reichsparteitag am Treffen mit dem deutschen Außenminister Joachim von Ribbentrop teil.
1934 wurde Murray Sueter als Knight Bachelor mit dem Prädikat Sir geadelt.

## Privates
1903 heiratete Sueter die Tochter des Gouverneurs Andrew Clarke, Elinor Mary "Nell" de Winton († 1948). Das Ehepaar hatte zwei Töchter.

## Werke
- Murray Fraser Sueter: The Evolution of the Submarine Boat, Mine, and Torpedo, from the Sixteenth Century to the Present Time. J. Griffin and Company, 1908.
- Murray Fraser Sueter, William Russel Flint: Airmen or Noahs. Sir Isaac Pitman & Sons. London 1928.
- Murray Fraser Sueter: The Evolution of the Tank. A Record of the Royal Naval Air Service Caterpillar Experiments. Hutchinson & Company 1937, überarbeitete Auflage 1941.